# ادوارد جی مورن
ادوارد جی مورن (به انگلیسی: Edward J. Moran) یک کشتی است که طول آن ۹۳٫۴ فوت (۲۸٫۴۷ متر) می‌باشد. این کشتی  در سال ۲۰۰۶ ساخته شد.